# Callopistria albistella
Callopistria albistella är en fjärilsart som beskrevs av W. Warren 1913. Callopistria albistella ingår i släktet Callopistria och familjen nattflyn. Inga underarter finns listade i Catalogue of Life.